# Харіс Кастанідіс

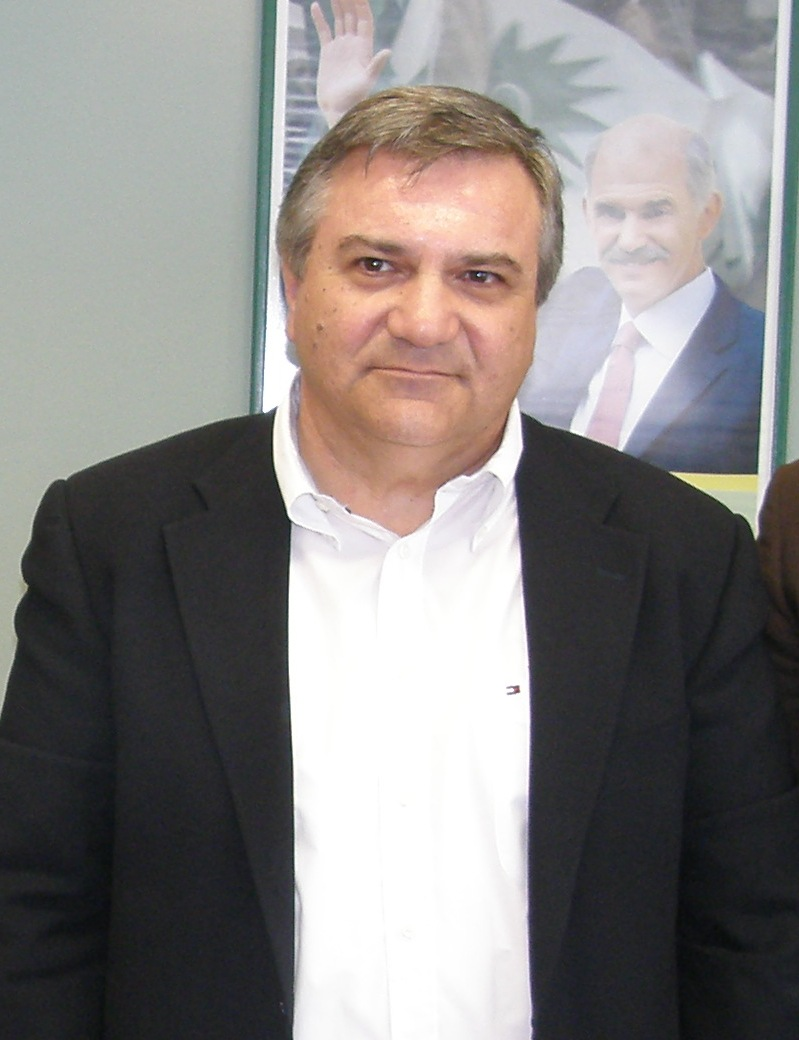
Харіс Кастанідіс, 2009 рік

Харіс Кастанідіс (грец. Χάρης Καστανίδης, 1956, Салоніки) — грецький політик, міністр внутрішніх справ Греції (2011), лідер партії Суспільна угода.

## Біографія
Харіс Кастанідіс народився 1956 року в Салоніках. Вивчав право в Університеті Аристотеля. Харіс Кастанідіс одружений і має двох дочок.
Член ПАСОК з 1974 року і член студентського руху в Греції впродовж 1974—1978 років. З 1980 по 1984 рік був членом префектури міста Салоніки, відповідальний за освіту. 1981 року вперше обраний членом ради Салоніки за списком партії ПАСОК. Член Центрального комітету ПАСОК з 1984 року.
На урядовій службі вперше з 1985 року, коли був призначений заступником міністра внутрішніх справ і громадського порядку в уряді Андреаса Папандреу. Зрештою обіймав такі урядові посади:
- заступник міністра внутрішніх справ і громадського порядку (1985—1986)
- заступник міністра освіти (1988)
- заступник міністра внутрішніх справ, державної адміністрації та децентралізації (1995—1996)
- міністр транспорту і зв'язку (1996—1997)
- міністр у справах Македонії і Фракії (2003—2004)

Від 7 жовтня 2009 року — Міністр юстиції, прозорості і прав людини, від 17 червня 2011 року — Міністр внутрішніх справ Греції. Перебував на цій посаді до 11 листопада 2011 року.
Після того, як проголосував проти підтримання нової програми жорсткої економії задля отримання другого траншу фінансової допомоги від МВФ та ЄС, виключений із партії ПАСОК. 14 березня разом із Лукою Кацелі створив партію Суспільна угода.